# Jean-Robert Ipoustéguy

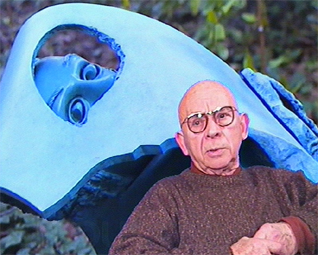
Portret Ipoustéguy

Jean-Robert Ipoustéguy (Dun-sur-Meuse, 6 januari 1920 – aldaar, 8 februari 2006) was een Franse schilder en beeldhouwer.

## Leven en werk
Jean Robert nam in de vijftiger jaren als kunstenaar de geboortenaam, Ipoustéguy, van zijn moeder aan en heette sindsdien Jean-Robert Ipoustéguy.
Hij groeide op in het departement Meuse en verhuisde in 1938 naar Parijs. Hij volgde een cursus schilderen en tekenen bij Robert Lesbounit aan de avondschool. Omdat hij geen verdere, academische opleiding volgde was hij als kunstenaar een autodidact en bleef lang onopgemerkt.
Na de Tweede Wereldoorlog wijdde Ipoustéguy zich aan de schilderkunst en ontwierp glas in loodramen. In de jaren 1947 en 1948 droeg hij bij aan de decoratie van de Saint-Jacques le Majeur in Montrouge met twee frescos. Na zijn verhuizing in 1949 naar Choisy-le-Roi schiep hij bijna uitsluitend en vanaf 1953 alleen nog beeldhouwwerk. Zijn stijl was aanvankelijk abstract, maar veranderde in een meer figuratieve stijl, die werd beïnvloed door het surrealisme. Als beeldhouwer werd hij, dankzij een van de stichters der Salon de Mai, Henri-Georges Adam, uitgenodigd voor deze belangrijke kunstexpositie. In 1962 exposeerde hij voor het eerst in Galerie Claude-Bernard in Parijs. Hij werd uitgenodigd deel te nemen aan documenta III (1964) en 6 (1977) in het Duitse Kassel. Ook in 1964 vertegenwoordigde hij Frankrijk op de Biënnale van Venetië en hij was een der prijswinnaars. In 1984 werd Ipoustéguy benoemd tot Chevalier de la Légion d'Honneur.
Jean-Robert Ipoustéguy keerde in 2004 terug naar zijn geboortestad Dun-sur-Meuse. Hij stierf en 2006 en werd begraven op de Cimetière Montparnasse in Parijs.

## Werken (selectie)
- L'Homme (1963) , Skulpturenpark MDC in Berlijn-Buch
- Homme forçant l'unité (1971), Institut Paul Langevin et Max von Laue in Grenoble
- Hydrophage (1975), beeldenpark Musée de la sculpture en plein air in Parijs
- Ecbatana - der Mensch baut seine Stadt (1980), Internationales Congress Centrum Berlin (ICC) in Berlijn (in opslag sinds 2005)
- Rimbaud - L'homme aux semelles devant (1985), l'Arsenal, Place du Père-Teilhard-de-Chardin in Parijs
- Fontaine Béraudier (1987), Gare de Lyon Part-Dieu in Lyon
- Á la santé de la Révolution (1989), Parc Jean Moulin in Parijs-Bagnolles
- Nicolas Appert (1991), in Châlons-en-Champagne
- Protection de la vie (1992), ziekenhuis in Osnabrück
- Sonne, Mond und Himmel (1999), beeldenroute Skulpturenweg Salzgitter-Bad in Salzgitter
- Porte du Ciel (2000), Sint Albertus Magnus in Braunschweig
- Mort de l'évêque Neumann (1976 gecreëerd voor de Verenigde Staten en geweigerd, 2001 geplaatst in Dun-sur-Meuse)

## Fotogalerij

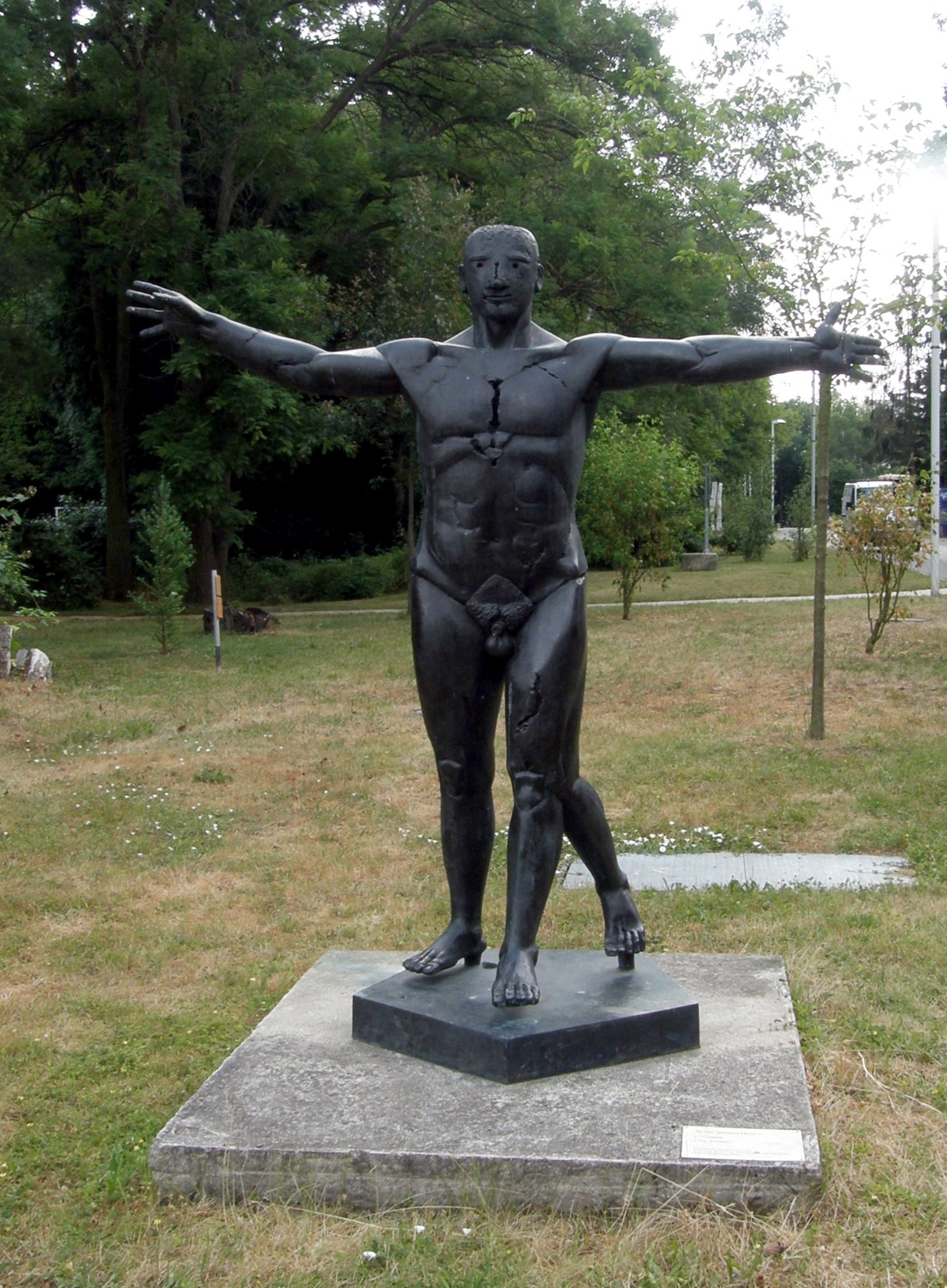
L'Homme (1963) in Berlijn
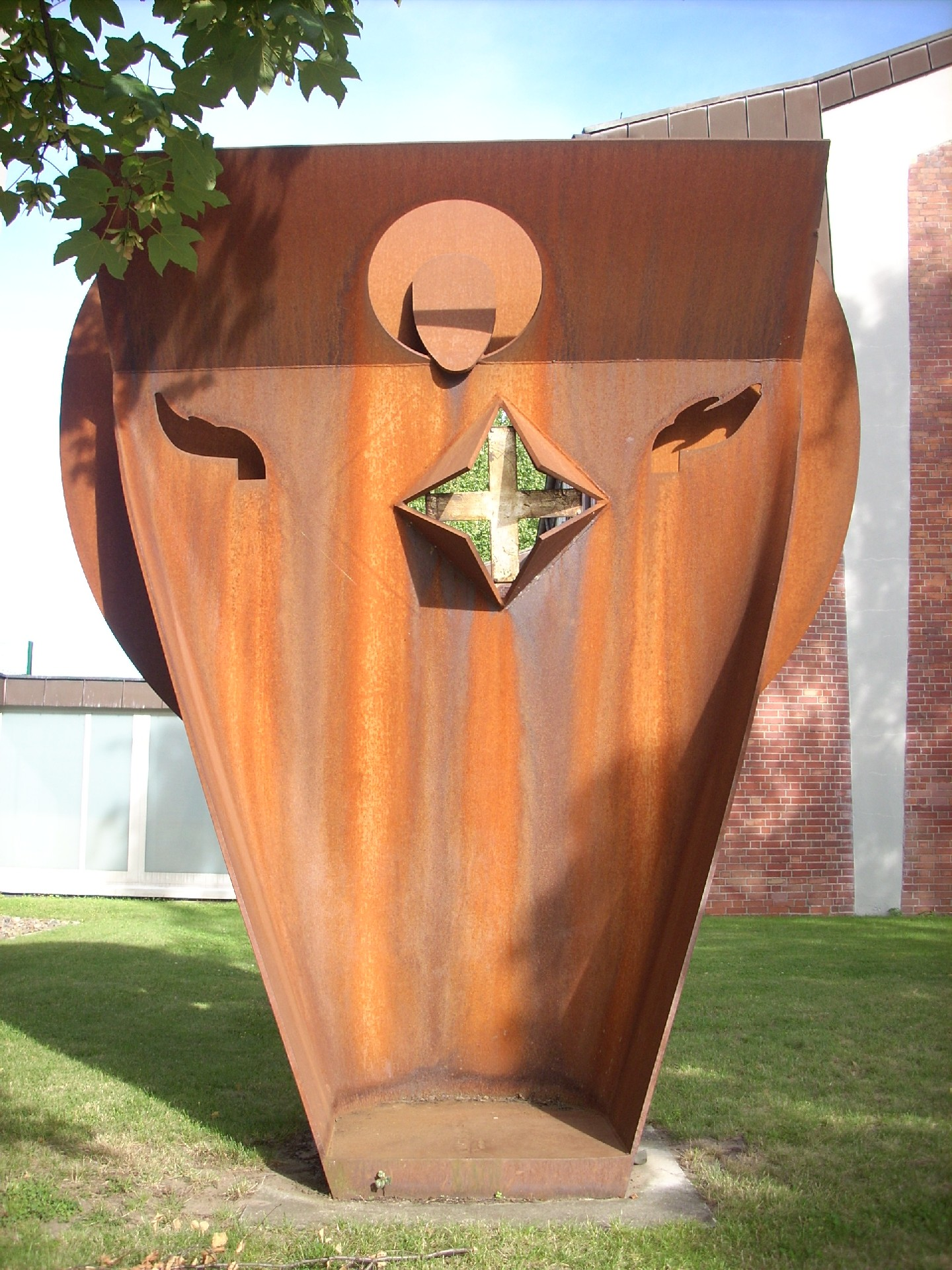
Porte du Ciel (2000) in Braunschweig
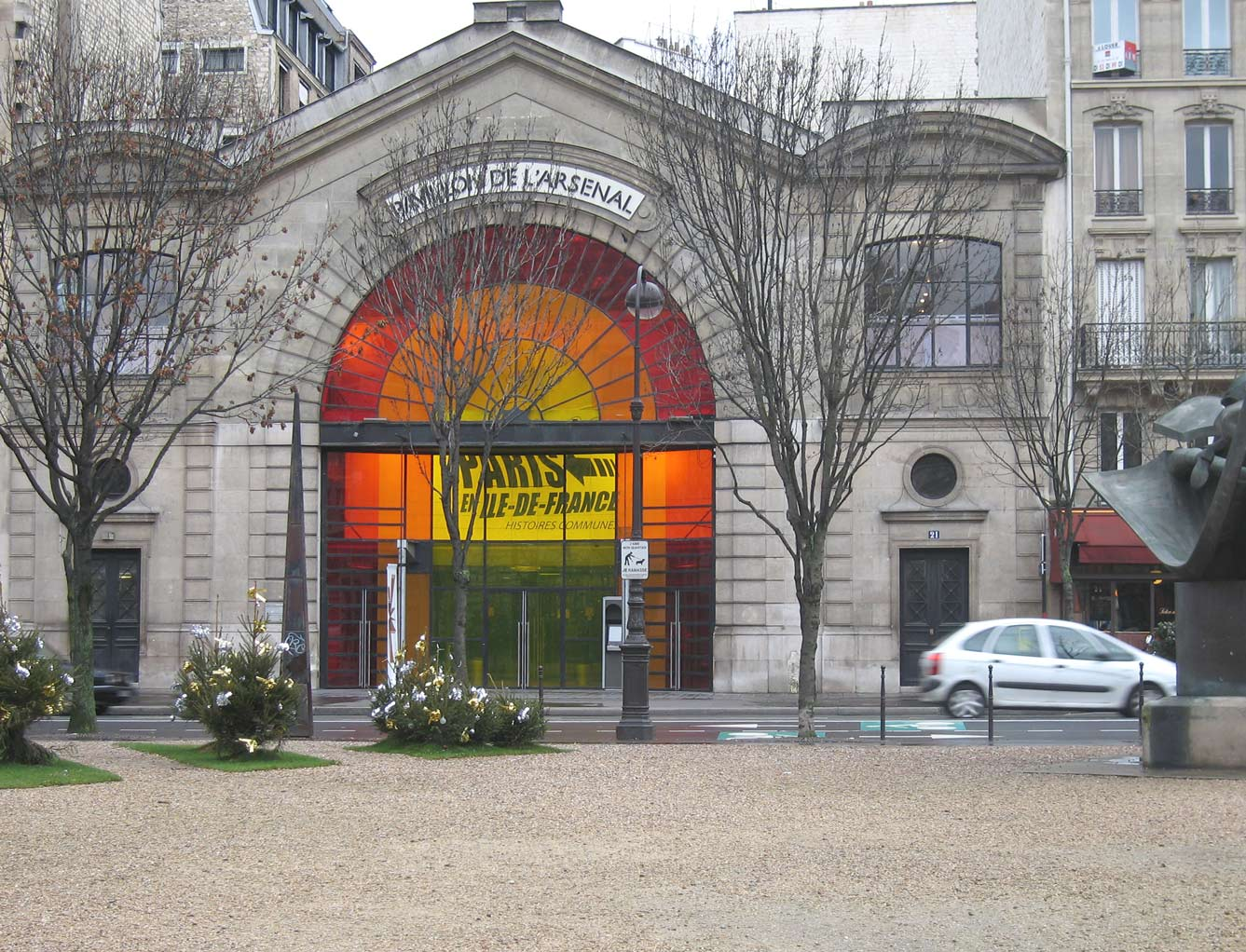
l'Arsenal, Parijs met uiterst rechts sculptuur Ipoustéguy